# TMB-2
TMB-2 (ros. ТМБ-2) – radziecka przeciwgąsienicowa mina przeciwpancerna. Mina zbudowana zawiera niewielką ilość metalu (korpus jest tekturowy, płyta naciskowa szklana) i z tego powodu trudnowykrywalna przez wykrywacze saperskie. Wadą miny jest niewielki nacisk konieczny do spowodowania eksplozji (11,8 kg).